# كولير
كولير (1760 بإنجلترا في المملكة المتحدة - ) (بالإنجليزية: Collier)‏ هو لاعب كريكت بريطاني. لعب مع Kent county cricket teams ‏.